# Boucles de la Mayenne 2025
La 50.ª edición de la competición ciclista Boucles de la Mayenne fue una carrera de ciclismo en ruta por etapas que se celebró entre el 29 de mayo y el 1 de junio de 2025 en Francia con inicio y final en la ciudad de Laval, sobre una distancia total de 545.5 kilómetros.
La carrera formó parte del del UCI ProSeries 2025, calendario ciclístico mundial de segunda división, dentro de la categoría UCI 2.Pro y fue ganada por el neozelandés Aaron Gate del XDS Astana. Completaron el podio, como segundo y tercer clasificado respectivamente, los franceses Pierre Latour del Team TotalEnergies y Thibaud Gruel del Groupama-FDJ.

## Equipos participantes
Tomaron parte en la carrera 22 equipos: 9 de categoría UCI WorldTeam invitados por la organización, 9 de categoría UCI ProTeam y 4 de categoría Continental. Formaron así un pelotón de 130 ciclistas de los que acabaron 111. Los equipos participantes fueron:
| WorldTeams (9)- Cofidis - Decathlon AG2R La Mondiale Team - Groupama-FDJ - Arkéa-B&B Hotels - XDS Astana Team - Movistar Team - EF Education-EasyPost - Team Jayco AlUla - Intermarché-Wanty ProTeams (9)- Team TotalEnergies - Wagner Bazin WB - Solution Tech-Vini Fantini - Burgos-Burpellet-BH - Tudor Pro Cycling Team - Q36.5 Pro Cycling Team - Caja Rural-Seguros RGA - Lotto - Unibet Tietema Rockets Equipos continentales (4)- Saint Michel-Preference Home-Auber 93 - Nice Métropole Côte d'Azur - CIC U Nantes - Van Rysel-Roubaix |
| |

## Recorrido
La Boucles de la Mayenne dispuso de cuatro etapas, incluido un prólogo, para un recorrido total de 545.5 kilómetros.
| Etapa     | Fecha     | Recorrido                        | type                    | Distancia (km) | Desnivel (m) | Ganador          | Líder         |
| --------- | --------- | -------------------------------- | ----------------------- | -------------- | ------------ | ---------------- | ------------- |
| Prólogo   | 29 de may | Laval – Laval                    | contrarreloj individual | 5,4            | 57 m         | Thibaud Gruel    | Thibaud Gruel |
| 1.ª etapa | 30 de may | Saint-Berthevin – Juvigné        | etapa escarpada         | 166            | 2085 m       | Pierre Latour    | Thibaud Gruel |
| 2.ª etapa | 31 de may | Sainte-Suzanne-et-Chammes – Bais | etapa escarpada         | 210,2          | 3529 m       | Aaron Gate       | Aaron Gate    |
| 3.ª etapa | 1 de jun  | Javron-les-Chapelles – Laval     | etapa escarpada         | 163,4          | 1799 m       | Marius Mayrhofer | Aaron Gate    |

## Desarrollo de la carrera

### Prólogo
| Laval - Laval | contrarreloj individual | (5,4 km) |

| \| Clasificación de la etapa \| Clasificación de la etapa \| Clasificación de la etapa \| Clasificación de la etapa \| Clasificación de la etapa \| \| Ciclista \| Ciclista \| Equipo \| Tiempo \| \| \| ------------------------- \| ------------------------- \| -------------------------- \| ------------------------- \| ------------------------- \| \| 1.º \| Thibaud Gruel \| Groupama-FDJ \| \| \| \| 2.º \| Benoît Cosnefroy \| Decathlon-AG2R La Mondiale \| + 3 s \| \| \| 3.º \| Rory Townsend \| Q36.5 Pro Cycling Team \| + 6 s \| \| \| 4.º \| Arthur Kluckers \| Tudor Pro Cycling Team \| + 6 s \| \| \| 5.º \| Marijn van den Berg \| EF Education-EasyPost \| + 7 s \| \| \| 6.º \| Noa Isidore \| Decathlon-AG2R La Mondiale \| + 7 s \| \| \| 7.º \| Paul Lapeira \| Decathlon-AG2R La Mondiale \| + 7 s \| \| |                     |                            |        |
| |                     |                            |        |
| |                     |                            |        |
| Clasificación de la etapa |                     |                            |        |
| Ciclista | Ciclista            | Equipo                     | Tiempo |
| 1.º | Thibaud Gruel       | Groupama-FDJ               |        |
| 2.º | Benoît Cosnefroy    | Decathlon-AG2R La Mondiale | + 3 s  |
| 3.º | Rory Townsend       | Q36.5 Pro Cycling Team     | + 6 s  |
| 4.º | Arthur Kluckers     | Tudor Pro Cycling Team     | + 6 s  |
| 5.º | Marijn van den Berg | EF Education-EasyPost      | + 7 s  |
| 6.º | Noa Isidore         | Decathlon-AG2R La Mondiale | + 7 s  |
| 7.º | Paul Lapeira        | Decathlon-AG2R La Mondiale | + 7 s  |

| \| Clasificación general \| Clasificación general \| Clasificación general \| Clasificación general \| Clasificación general \| \| Ciclista \| Ciclista \| Equipo \| Tiempo \| \| \| --------------------- \| --------------------- \| -------------------------- \| --------------------- \| --------------------- \| \| 1.º \| Thibaud Gruel \| Groupama-FDJ \| \| \| \| 2.º \| Benoît Cosnefroy \| Decathlon-AG2R La Mondiale \| + 3 s \| \| \| 3.º \| Rory Townsend \| Q36.5 Pro Cycling Team \| + 6 s \| \| \| 4.º \| Arthur Kluckers \| Tudor Pro Cycling Team \| + 6 s \| \| \| 5.º \| Marijn van den Berg \| EF Education-EasyPost \| + 7 s \| \| \| 6.º \| Noa Isidore \| Decathlon-AG2R La Mondiale \| + 7 s \| \| \| 7.º \| Paul Lapeira \| Decathlon-AG2R La Mondiale \| + 7 s \| \| |                     |                            |        |
| |                     |                            |        |
| |                     |                            |        |
| Clasificación general |                     |                            |        |
| Ciclista | Ciclista            | Equipo                     | Tiempo |
| 1.º | Thibaud Gruel       | Groupama-FDJ               |        |
| 2.º | Benoît Cosnefroy    | Decathlon-AG2R La Mondiale | + 3 s  |
| 3.º | Rory Townsend       | Q36.5 Pro Cycling Team     | + 6 s  |
| 4.º | Arthur Kluckers     | Tudor Pro Cycling Team     | + 6 s  |
| 5.º | Marijn van den Berg | EF Education-EasyPost      | + 7 s  |
| 6.º | Noa Isidore         | Decathlon-AG2R La Mondiale | + 7 s  |
| 7.º | Paul Lapeira        | Decathlon-AG2R La Mondiale | + 7 s  |

### 1.ª etapa
| Saint-Berthevin - Juvigné | etapa escarpada | (166 km) |

| \| Clasificación de la etapa \| Clasificación de la etapa \| Clasificación de la etapa \| Clasificación de la etapa \| Clasificación de la etapa \| \| Ciclista \| Ciclista \| Equipo \| Tiempo \| \| \| ------------------------- \| ------------------------- \| ------------------------- \| ------------------------- \| ------------------------- \| \| 1.º \| Pierre Latour \| Team TotalEnergies \| \| \| \| 2.º \| Biniam Girmay \| Intermarché-Wanty \| + 3 s \| \| \| 3.º \| Paul Penhoët \| Groupama-FDJ \| + 3 s \| \| \| 4.º \| Jelte Krijnsen \| Team Jayco AlUla \| + 3 s \| \| \| 5.º \| Giacomo Nizzolo \| Q36.5 Pro Cycling Team \| + 3 s \| \| \| 6.º \| Valentin Retailleau \| Team TotalEnergies \| + 3 s \| \| \| 7.º \| Carlos Canal \| Movistar Team \| + 3 s \| \| |                     |                        |        |
| |                     |                        |        |
| |                     |                        |        |
| Clasificación de la etapa |                     |                        |        |
| Ciclista | Ciclista            | Equipo                 | Tiempo |
| 1.º | Pierre Latour       | Team TotalEnergies     |        |
| 2.º | Biniam Girmay       | Intermarché-Wanty      | + 3 s  |
| 3.º | Paul Penhoët        | Groupama-FDJ           | + 3 s  |
| 4.º | Jelte Krijnsen      | Team Jayco AlUla       | + 3 s  |
| 5.º | Giacomo Nizzolo     | Q36.5 Pro Cycling Team | + 3 s  |
| 6.º | Valentin Retailleau | Team TotalEnergies     | + 3 s  |
| 7.º | Carlos Canal        | Movistar Team          | + 3 s  |

| \| Clasificación general \| Clasificación general \| Clasificación general \| Clasificación general \| Clasificación general \| \| Ciclista \| Ciclista \| Equipo \| Tiempo \| \| \| --------------------- \| --------------------- \| -------------------------- \| --------------------- \| --------------------- \| \| 1.º \| Thibaud Gruel \| Groupama-FDJ \| \| \| \| 2.º \| Benoît Cosnefroy \| Decathlon-AG2R La Mondiale \| + 3 s \| \| \| 3.º \| Rory Townsend \| Q36.5 Pro Cycling Team \| + 6 s \| \| \| 4.º \| Paul Lapeira \| Decathlon-AG2R La Mondiale \| + 6 s \| \| \| 5.º \| Arthur Kluckers \| Tudor Pro Cycling Team \| + 6 s \| \| \| 6.º \| Marijn van den Berg \| EF Education-EasyPost \| + 7 s \| \| \| 7.º \| Noa Isidore \| Decathlon-AG2R La Mondiale \| + 7 s \| \| |                     |                            |        |
| |                     |                            |        |
| |                     |                            |        |
| Clasificación general |                     |                            |        |
| Ciclista | Ciclista            | Equipo                     | Tiempo |
| 1.º | Thibaud Gruel       | Groupama-FDJ               |        |
| 2.º | Benoît Cosnefroy    | Decathlon-AG2R La Mondiale | + 3 s  |
| 3.º | Rory Townsend       | Q36.5 Pro Cycling Team     | + 6 s  |
| 4.º | Paul Lapeira        | Decathlon-AG2R La Mondiale | + 6 s  |
| 5.º | Arthur Kluckers     | Tudor Pro Cycling Team     | + 6 s  |
| 6.º | Marijn van den Berg | EF Education-EasyPost      | + 7 s  |
| 7.º | Noa Isidore         | Decathlon-AG2R La Mondiale | + 7 s  |

### 2.ª etapa
| Sainte-Suzanne-et-Chammes - Bais | etapa escarpada | (210,2 km) |

| \| Clasificación de la etapa \| Clasificación de la etapa \| Clasificación de la etapa \| Clasificación de la etapa \| Clasificación de la etapa \| \| Ciclista \| Ciclista \| Equipo \| Tiempo \| \| \| ------------------------- \| ------------------------- \| ------------------------- \| ------------------------- \| ------------------------- \| \| 1.º \| Aaron Gate \| XDS Astana Team \| \| \| \| 2.º \| Pierre Latour \| Team TotalEnergies \| \| \| \| 3.º \| Milan Menten \| Lotto \| + 5 s \| \| \| 4.º \| Amaury Capiot \| Arkéa-B&B Hotels \| + 5 s \| \| \| 5.º \| Rory Townsend \| Q36.5 Pro Cycling Team \| + 5 s \| \| \| 6.º \| Benjamin Thomas \| Cofidis \| + 5 s \| \| \| 7.º \| Lukáš Kubiš \| Unibet Tietema Rockets \| + 5 s \| \| |                 |                        |        |
| |                 |                        |        |
| |                 |                        |        |
| Clasificación de la etapa |                 |                        |        |
| Ciclista | Ciclista        | Equipo                 | Tiempo |
| 1.º | Aaron Gate      | XDS Astana Team        |        |
| 2.º | Pierre Latour   | Team TotalEnergies     |        |
| 3.º | Milan Menten    | Lotto                  | + 5 s  |
| 4.º | Amaury Capiot   | Arkéa-B&B Hotels       | + 5 s  |
| 5.º | Rory Townsend   | Q36.5 Pro Cycling Team | + 5 s  |
| 6.º | Benjamin Thomas | Cofidis                | + 5 s  |
| 7.º | Lukáš Kubiš     | Unibet Tietema Rockets | + 5 s  |

| \| Clasificación general \| Clasificación general \| Clasificación general \| Clasificación general \| Clasificación general \| \| Ciclista \| Ciclista \| Equipo \| Tiempo \| \| \| --------------------- \| --------------------- \| -------------------------- \| --------------------- \| --------------------- \| \| 1.º \| Aaron Gate \| XDS Astana Team \| \| \| \| 2.º \| Pierre Latour \| Team TotalEnergies \| \| \| \| 3.º \| Thibaud Gruel \| Groupama-FDJ \| + 2 s \| \| \| 4.º \| Paul Lapeira \| Decathlon-AG2R La Mondiale \| + 4 s \| \| \| 5.º \| Benoît Cosnefroy \| Decathlon-AG2R La Mondiale \| + 6 s \| \| \| 6.º \| Rory Townsend \| Q36.5 Pro Cycling Team \| + 9 s \| \| \| 7.º \| Marijn van den Berg \| EF Education-EasyPost \| + 10 s \| \| |                     |                            |        |
| |                     |                            |        |
| |                     |                            |        |
| Clasificación general |                     |                            |        |
| Ciclista | Ciclista            | Equipo                     | Tiempo |
| 1.º | Aaron Gate          | XDS Astana Team            |        |
| 2.º | Pierre Latour       | Team TotalEnergies         |        |
| 3.º | Thibaud Gruel       | Groupama-FDJ               | + 2 s  |
| 4.º | Paul Lapeira        | Decathlon-AG2R La Mondiale | + 4 s  |
| 5.º | Benoît Cosnefroy    | Decathlon-AG2R La Mondiale | + 6 s  |
| 6.º | Rory Townsend       | Q36.5 Pro Cycling Team     | + 9 s  |
| 7.º | Marijn van den Berg | EF Education-EasyPost      | + 10 s |

### 3.ª etapa
| Javron-les-Chapelles - Laval | etapa escarpada | (163,4 km) |

| \| Clasificación de la etapa \| Clasificación de la etapa \| Clasificación de la etapa \| Clasificación de la etapa \| Clasificación de la etapa \| \| Ciclista \| Ciclista \| Equipo \| Tiempo \| \| \| ------------------------- \| ------------------------- \| -------------------------- \| ------------------------- \| ------------------------- \| \| 1.º \| Marius Mayrhofer \| Tudor Pro Cycling Team \| 3 h 32 min 54 s \| \| \| 2.º \| Biniam Girmay \| Intermarché-Wanty \| + 32 s \| \| \| 3.º \| Bryan Coquard \| Cofidis \| + 32 s \| \| \| 4.º \| Paul Lapeira \| Decathlon-AG2R La Mondiale \| + 32 s \| \| \| 5.º \| Paul Penhoët \| Groupama-FDJ \| + 32 s \| \| \| 6.º \| Giacomo Nizzolo \| Q36.5 Pro Cycling Team \| + 32 s \| \| \| 7.º \| Marijn van den Berg \| EF Education-EasyPost \| + 32 s \| \| |                     |                            |                 |
| |                     |                            |                 |
| |                     |                            |                 |
| Clasificación de la etapa |                     |                            |                 |
| Ciclista | Ciclista            | Equipo                     | Tiempo          |
| 1.º | Marius Mayrhofer    | Tudor Pro Cycling Team     | 3 h 32 min 54 s |
| 2.º | Biniam Girmay       | Intermarché-Wanty          | + 32 s          |
| 3.º | Bryan Coquard       | Cofidis                    | + 32 s          |
| 4.º | Paul Lapeira        | Decathlon-AG2R La Mondiale | + 32 s          |
| 5.º | Paul Penhoët        | Groupama-FDJ               | + 32 s          |
| 6.º | Giacomo Nizzolo     | Q36.5 Pro Cycling Team     | + 32 s          |
| 7.º | Marijn van den Berg | EF Education-EasyPost      | + 32 s          |

## Clasificaciones finales
- Las clasificaciones finalizaron de la siguiente forma:[5]

### Clasificación general
| \| Clasificación general \| Clasificación general \| Clasificación general \| Clasificación general \| Clasificación general \| \| Ciclista \| Ciclista \| Equipo \| Tiempo \| \| \| --------------------- \| --------------------- \| -------------------------- \| --------------------- \| --------------------- \| \| 1.º \| Aaron Gate \| XDS Astana Team \| 12 h 41 min 56 s \| \| \| 2.º \| Pierre Latour \| Team TotalEnergies \| + 1 s \| \| \| 3.º \| Thibaud Gruel \| Groupama-FDJ \| + 3 s \| \| \| 4.º \| Paul Lapeira \| Decathlon-AG2R La Mondiale \| + 5 s \| \| \| 5.º \| Benoît Cosnefroy \| Decathlon-AG2R La Mondiale \| + 7 s \| \| \| 6.º \| Rory Townsend \| Q36.5 Pro Cycling Team \| + 10 s \| \| \| 7.º \| Amaury Capiot \| Arkéa-B&B Hotels \| + 10 s \| \| \| 8.º \| Marijn van den Berg \| EF Education-EasyPost \| + 11 s \| \| \| 9.º \| Clément Izquierdo \| Cofidis \| + 12 s \| \| \| 10.º \| Anthon Charmig \| XDS Astana Team \| + 13 s \| \| |                     |                            |                  |
| |                     |                            |                  |
| |                     |                            |                  |
| Clasificación general |                     |                            |                  |
| Ciclista | Ciclista            | Equipo                     | Tiempo           |
| 1.º | Aaron Gate          | XDS Astana Team            | 12 h 41 min 56 s |
| 2.º | Pierre Latour       | Team TotalEnergies         | + 1 s            |
| 3.º | Thibaud Gruel       | Groupama-FDJ               | + 3 s            |
| 4.º | Paul Lapeira        | Decathlon-AG2R La Mondiale | + 5 s            |
| 5.º | Benoît Cosnefroy    | Decathlon-AG2R La Mondiale | + 7 s            |
| 6.º | Rory Townsend       | Q36.5 Pro Cycling Team     | + 10 s           |
| 7.º | Amaury Capiot       | Arkéa-B&B Hotels           | + 10 s           |
| 8.º | Marijn van den Berg | EF Education-EasyPost      | + 11 s           |
| 9.º | Clément Izquierdo   | Cofidis                    | + 12 s           |
| 10.º | Anthon Charmig      | XDS Astana Team            | + 13 s           |

### Clasificación de la montaña
| Clasificación de la montaña | Clasificación de la montaña | Clasificación de la montaña | Clasificación de la montaña | Clasificación de la montaña |
| Ciclista                    | Ciclista                    | Equipo                      | Puntos                      |                             |
| --------------------------- | --------------------------- | --------------------------- | --------------------------- | --------------------------- |
| 1.º                         | Lenaïc Langella             | CIC U Nantes                | 64 pts                      |                             |
| 2.º                         | Alessandro De Marchi        | Team Jayco AlUla            | 24 pts                      |                             |
| 3.º                         | Célestin Guillon            | Van Rysel-Roubaix           | 20 pts                      |                             |
| 4.º                         | Baptiste Veistroffer        | Lotto                       | 17 pts                      |                             |
| 5.º                         | Andreas Stokbro             | Unibet Tietema Rockets      | 15 pts                      |                             |

### Clasificación de los puntos
| Clasificación por puntos | Clasificación por puntos | Clasificación por puntos   | Clasificación por puntos | Clasificación por puntos |
| Ciclista                 | Ciclista                 | Equipo                     | Puntos                   |                          |
| ------------------------ | ------------------------ | -------------------------- | ------------------------ | ------------------------ |
| 1.º                      | Pierre Latour            | Team TotalEnergies         | 57 pts                   |                          |
| 2.º                      | Biniam Girmay            | Intermarché-Wanty          | 46 pts                   |                          |
| 3.º                      | Marius Mayrhofer         | Tudor Pro Cycling Team     | 35 pts                   |                          |
| 4.º                      | Paul Lapeira             | Decathlon-AG2R La Mondiale | 35 pts                   |                          |
| 5.º                      | Rory Townsend            | Q36.5 Pro Cycling Team     | 35 pts                   |                          |

### Clasificación por equipos
| Clasificación por equipos | Clasificación por equipos | Clasificación por equipos | Clasificación por equipos |
| Equipo                    | Equipo                    | Tiempo                    |                           |
| ------------------------- | ------------------------- | ------------------------- | ------------------------- |

## Evolución de las clasificaciones
| Etapa                   |                         | Ganador _        | Clasificación general _ |
| ----------------------- | ----------------------- | ---------------- | ----------------------- |
| Prólogo                 | contrarreloj individual | Thibaud Gruel    | Thibaud Gruel           |
| 1.ª etapa               | etapa escarpada         | Pierre Latour    | Thibaud Gruel           |
| 2.ª etapa               | etapa escarpada         | Aaron Gate       | Aaron Gate              |
| 3.ª etapa               | etapa escarpada         | Marius Mayrhofer | Aaron Gate              |
| Clasificaciones finales | Clasificaciones finales |                  | Aaron Gate              |

## UCI World Ranking
La Boucles de la Mayenne otorgó puntos para el UCI World Ranking para corredores de los equipos en las categorías UCI WorldTeam, UCI ProTeam y Continental. Las siguientes tablas son el baremo de puntuación y los diez corredores que obtuvieron más puntos:
| Posición              | 1.º | 2.º | 3.º | 4.º | 5.º | 6.º | 7.º | 8.º | 9.º | 10.º | 11.º | 12.º | 13.º | 14.º | 15.º | 16.º-30.º | 31.º-40.º |
| Clasificación general | 200 | 150 | 125 | 100 | 85  | 70  | 60  | 50  | 40  | 35   | 30   | 25   | 20   | 15   | 10   | 5         | 3         |
| Por etapa             | 20  | 15  | 10  | 5   | 3   |     |     |     |     |      |      |      |      |      |      |           |           |
| Líder                 | 5   |     |     |     |     |     |     |     |     |      |      |      |      |      |      |           |           |

| Clasificación |                     |                            |         |       |       |       |
| Posición      | Ciclista            | Equipo                     | General | Etapa | Líder | Total |
| ------------- | ------------------- | -------------------------- | ------- | ----- | ----- | ----- |
| 1.º           | Aaron Gate          | XDS Astana                 | 200     | 20    | 5     | 225   |
| 2.º           | Pierre Latour       | TotalEnergies              | 150     | 35    | -     | 185   |
| 3.º           | Thibaud Gruel       | Groupama-FDJ               | 125     | 20    | 10    | 155   |
| 4.º           | Paul Lapeira        | Decathlon AG2R La Mondiale | 100     | 5     | -     | 105   |
| 5.º           | Benoît Cosnefroy    | Decathlon AG2R La Mondiale | 85      | 15    | -     | 100   |
| 6.º           | Rory Townsend       | Q36.5                      | 70      | 13    | -     | 83    |
| 7.º           | Amaury Capiot       | Arkéa-B&B Hotels           | 60      | 5     | -     | 65    |
| 8.º           | Marijn van den Berg | EF Education-EasyPost      | 50      | 3     | -     | 53    |
| 9.º           | Clément Izquierdo   | Cofidis                    | 40      | -     | -     | 40    |
| 10.º          | Anthon Charmig      | XDS Astana                 | 35      | -     | -     | 35    |